# 多毛小煤炱
多毛小煤炱（学名：Meliola polytricha）是属于小煤炱目小煤炱科小煤炱属的一种真菌，寄生在海桐花属植物上。该种分布于台湾、乌干达、印度、南非、菲律宾、澳大利亚等地。